# Даумшар
Даумшар (каз. Дауымшар) — некрополь, архитектурный памятник погребально-культовых комплексов Западного Казахстана конца XVIII — начала XX века. Некрополь площадью 4 га расположен на левобережье реки Эмбы в 37 км на юго-запад от посёлка Жаркамыс Байганинского района Актюбинской области Казахстана. Некрополь в 1982 году был включён в список памятников истории и культуры республиканского значения и охраняется государством.
Эпоним кладбища является батыр Даумшар (1770—1810) из казахского рода Адай. По народному преданию батыр Даумшар погиб во время боя с отрядом экспедиции (по одной версии — английской, по другой — русской), проводившей изыскания на левобережье Эмбы.
Надгробные сооружения, возведённые народными мастерами, — прямоугольные в плане памятники с южными фасадами, с перекрытиями, оформленными в виде шлемовидного купола. В Даумшаре представлены разнообразные по типам саганатамы, выложенные из опиленных блоков, кулпытасы, койтасы, сандыктасы, ограждённые бейиты, выложенные из камней. Их внешняя поверхность отделена контурной резьбой с покраской орнамента. На гранях кулпытасов размещены арабографические эпитафии на казахском языке и тамги.